# Introducteur der Ambassadeurs
De functie van Introducteur der Ambassadeurs is een van de hogere functies aan een hof. De introducteur, vergelijkbaar met de Maarschalk van het Corps Diplomatique aan het Britse hof of (opper)ceremoniemeester aan andere hoven, stelt de ambassadeurs aan de vorst voor. Een dergelijke functionaris, die de rang van een Grootofficier van het Koninklijk Huis en de titel van Excellentie voert, wordt ook bij praktische en protocolaire problemen geraadpleegd.
Het introduceren van ambassadeurs was in het verleden met veel ceremonieel en veel uiterst gecompliceerde etiquette omgeven. 
In Nederland stelt de Minister van Buitenlandse Zaken de ambassadeurs aan de koning of koning voor bij gelegenheid van het aanbieden van hun geloofsbrieven.